# Championnats d'Europe de tennis de table 1976
Navigation
Édition précédente Édition suivante
Les championnats d'Europe de tennis de table 1976, dixième édition des championnats d'Europe de tennis de table, ont lieu du 27 mars au 4 avril 1976 à Prague, en Tchécoslovaquie.
Le titre simple messieurs est remporté par Jacques Secrétin qui s'impose en finale contre le Soviétique Anatoli Strokatov.